# Helicodendron articulatum
Helicodendron articulatum är en svampart som beskrevs av Glen Bott 1955. Helicodendron articulatum ingår i släktet Helicodendron, ordningen disksvampar, klassen Leotiomycetes, divisionen sporsäcksvampar och riket svampar.   Inga underarter finns listade i Catalogue of Life.